# Rue Pierre-Bourdan (Paris)
Pour les articles homonymes, voir Pierre Bourdan et Bourdan.
La rue Pierre-Bourdan est une voie située dans le quartier de Picpus du 12e arrondissement de Paris, en France.

## Origine du nom
Elle porte le nom du journaliste et homme politique français Pierre Bourdan (1909-1948).

## Historique
Cette voie a été formée par le détachement d'une partie de la rue Dorian par arrêté du 2 mai 1951.

## Bâtiments remarquables et lieux de mémoire
- L'école Boulle, formant aux métiers des arts appliqués, est installée depuis 1891 aux nos 9-21 et y possède son entrée principale depuis la rénovation de l'établissement.
- La rue donne accès au square Saint-Charles.

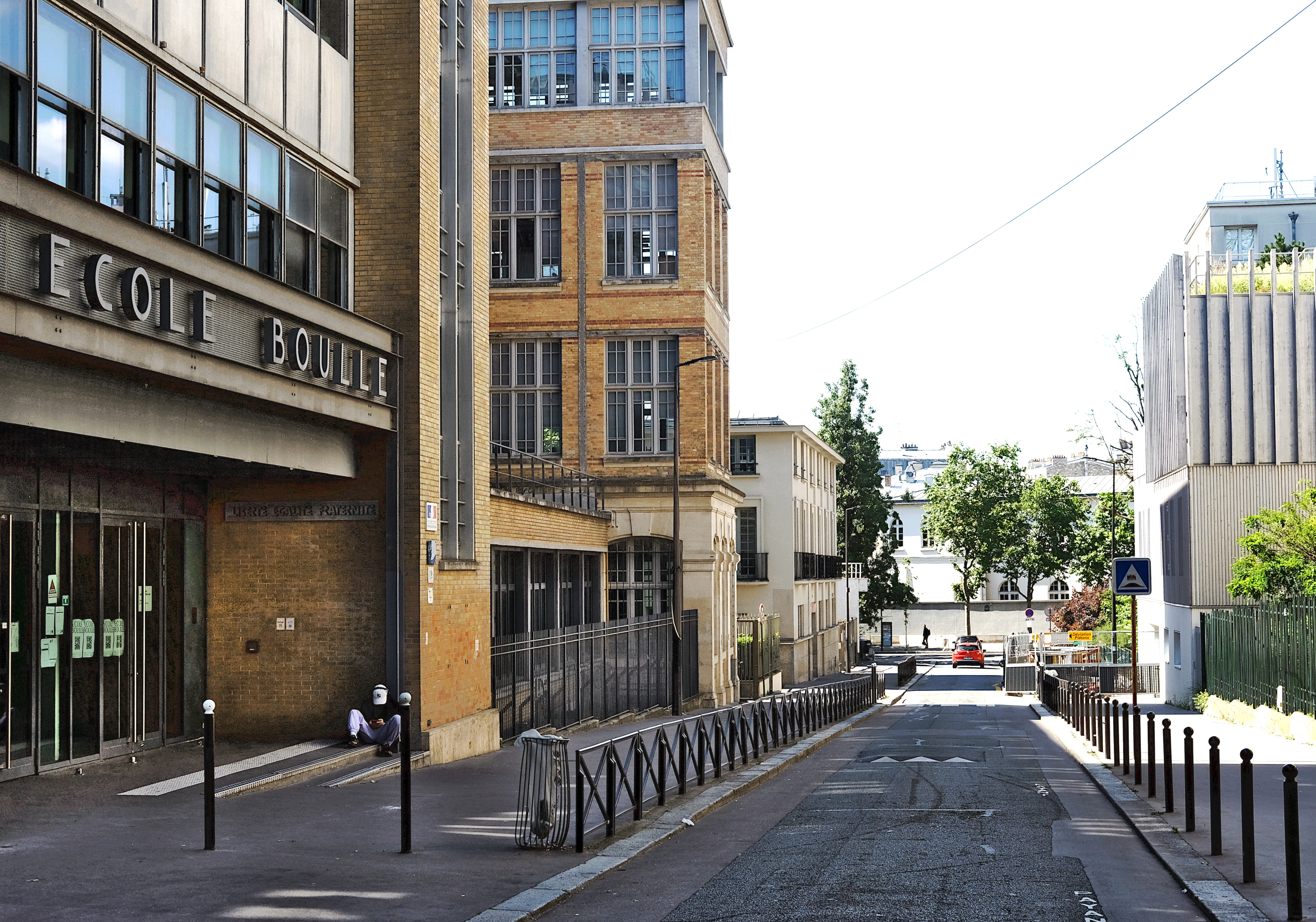
L'école Boulle.
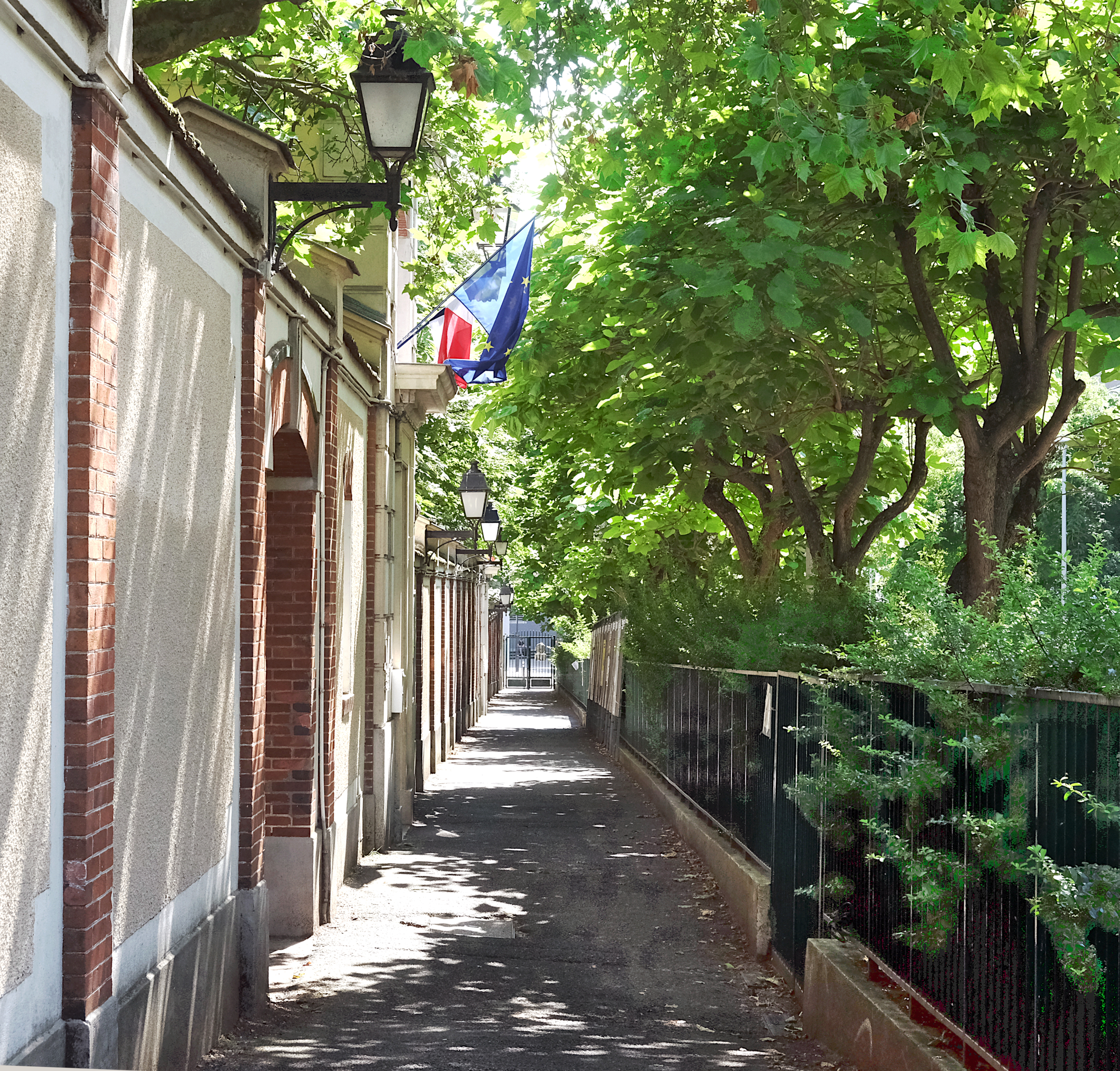
Le square Saint-Charles.